# Saxifraga glacialis
Saxifraga glacialis är en stenbräckeväxtart som beskrevs av H. Sm.. Saxifraga glacialis ingår i Bräckesläktet som ingår i familjen stenbräckeväxter. Inga underarter finns listade i Catalogue of Life.